# Antinomia
L'antinomia (dal greco αντι, preposizione che indica una contrapposizione, e νομος, legge) è un particolare tipo di paradosso che indica la compresenza di due affermazioni contraddittorie che possono essere entrambe dimostrate o giustificate. In questa situazione non è possibile applicare il principio di non-contraddizione. Kant è stato il primo ad applicare la parola antinomia nel linguaggio filosofico.

## Caratteristiche
Propriamente si ha un'antinomia quando un procedimento o un ragionamento, che può essere in termini filosofici, logico-matematici o giuridici, produce in modo corretto e con eguale livello di coerenza e affidabilità due soluzioni aventi rispettivamente la forma di tesi e antitesi portando a una conclusione del tipo: "A se e solo se non A".
Ad esempio, una norma giuridica, che è un enunciato sintatticamente condizionale, connette una conseguenza giuridica a una e una sola classe di fattispecie. Vi è invece antinomia normativa, o conflitto normativo, quando due diverse norme connettono a una medesima classe di fattispecie due conseguenze tra loro incompatibili.

## Storia: antichità
L'antinomia di Epimenide o Paradosso del mentitore, nota fin dal VI secolo, è probabilmente la più antica ricordata dalla storia della filosofia: "il cretese Epimenide afferma che tutti i cretesi mentono"; essa può essere espressa in vari modi:
Proposizione A: la "proposizione A" dice il falso.
La domanda che ci si deve porre è se la proposizione A sia vera o falsa; è facile vedere che se la proposizione è vera (i cretesi mentono) allora il suo significato implica che sia falsa (Epimenide mente e quindi i cretesi dicono la verità), ma se è falsa ciò significa che è vera, cioè A appare contemporaneamente vera e falsa. In realtà questa antinomia è contraddittoria solo da un lato: se Epimenide dice il falso allora significa che almeno un cretese dice la verità e questo non porta a contraddizione, mentre invece se Epimenide dice il vero allora significa che tutti i cretesi mentono e anche lui stesso mente, ma questa è una contraddizione. 
Altre antinomie celebri dell'antichità sono alcuni dei paradossi di Zenone di Elea, quelli in particolare che sono destinati a falsificare, mostrandoli assurdi, alcuni principi logici comunemente considerati veri secondo il senso comune, quali la realtà del movimento e l'esistenza dello spazio (si veda: Paradossi di Zenone).
Dall'antichità fino all'elaborazione di nuovi paradigmi logici nel corso del XX secolo l'insorgere di un'antinomia in una teoria o in un ragionamento era considerato l'equivalente di una falsificazione; per questo motivo quasi tutte le antinomie classiche furono elaborate in chiave polemica e con finalità demolitive di una determinata visione o ipotesi.

## Russell e la rinascita delle antinomie
Di là dal loro ricorrere nei secoli e del periodico riproporsi del tema nel pensiero di molti grandi pensatori, il tema delle antinomie non subisce radicali evoluzioni fino alla fine del XIX secolo. Questo soprattutto per l'insolubilità nei termini della logica aristotelica della maggior parte delle antinomie conosciute. In sostanza tali problemi venivano considerati alla stregua di fallacie ineliminabili dovute a errori o a imprecisioni del linguaggio, quando non argomenti pretestuosi messi in campo dagli scettici per dimostrare la generale inaffidabilità del discorso razionale.
Una prima vera svolta si determina nel 1899 con la scoperta, opera del giovane Bertrand Russell, dell'antinomia che porta il suo nome. Infatti l'antinomia di Russell si presenta come un paradosso del tutto nuovo che colpisce al cuore una delle teorie in quel momento in più grande espansione: il logicismo di cui lo stesso Russell sarà paladino e che si propone di ridurre matematica e logica a fondamenti comuni attraverso la teoria delle Classi.
In sintesi il filosofo britannico teorizza che:
- In generale un insieme A non contiene sé stesso; ad esempio l'insieme delle mele non è una mela. Per contro l'insieme B di tutti gli insiemi contiene anche sé stesso in quanto, per definizione, anche B è un insieme.
- Si consideri l'insieme C di tutti gli insiemi che non contengono sé stessi. Se C non contiene sé stesso allora C contiene sé stesso, una contraddizione o antinomia.

La scoperta di tale antinomia provocò una crisi anche personale nel filosofo tedesco Frege che, in pratica, suggerì semplicemente di considerarla un'eccezione.
Russell invece continuò a studiare il problema, arrivando in seguito a proporre vari modi per tentare di risolvere quello che nel frattempo era divenuto il "problema delle antinomie". Infatti a partire da quella prima scoperta diverse altre antinomie vennero identificate o riscoperte, conducendo la logica d'inizio secolo a un vero e proprio momento di crisi.
Solo a partire dagli anni venti infatti i logici d'Europa iniziarono a elaborare teorie che consentivano il superamento di molte antinomie, soprattutto attraverso l'elaborazione di linguaggi multilivello coi quali era possibile disinnescare le antinomie determinate da contraddizioni del linguaggio come quella riportata sopra o addirittura attraverso l'elaborazione di logiche cosiddette polivalenti cioè con più di due valori di verità (vero e falso), anche dette "non aristoteliche" o "non aristippee".